# 荒川サイクリングロード

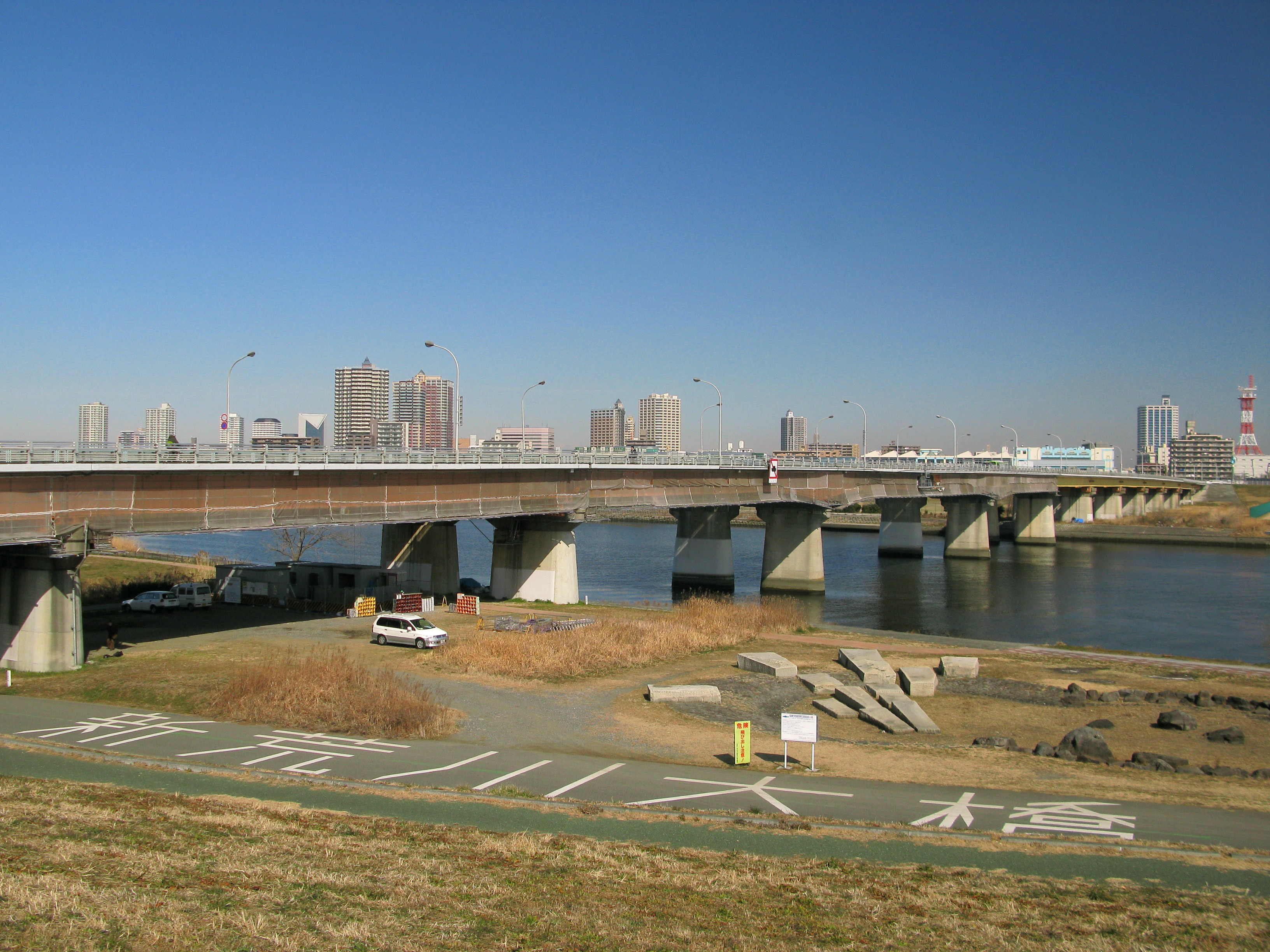
荒川に架かる新荒川大橋。河川敷を通る「新荒川大橋」と書かれている道路が通称、荒川サイクリングロードと呼ばれる緊急用河川敷道路である。

荒川サイクリングロード（あらかわサイクリングロード）・荒川サイクリングコース（あらかわサイクリングコース）は、荒川の両岸を走るサイクリングコースや河川管理道路などを総じて一部の自転車利用者間で呼ばれている通称である。荒サイの略称がある。なお、笹目橋から下流の緊急用河川敷道路について、道路を管理する国土交通省荒川下流事務所は、「荒川下流の緊急用河川敷道路はサイクリングロードではありません。一部の自転車利用者間ではそう呼ばれているようですが、サイクリングロードとして位置づけられているものではありません」としている。

## 概要
荒川サイクリングロードは正式名称ではなく、埼玉県道155号さいたま武蔵丘陵森林公園自転車道線および沿岸自治体によってサイクリングコースとして整備されている道（基本的に自転車歩行者専用道路となっている）および、それに類する道路（河川区域内の河川管理用道路や生活道路など）を総称して呼ばれているため、正式な起点・終点はない。
荒川はスーパー堤防整備によって、二車線道路に匹敵する緊急用河川敷道路（河川管理用道路）を河口より（断続的ながらも）数十㎞に渡って河川区域内に擁している。下流域の河川敷は公園やゴルフ場のほか、野球場やサッカーコート等のレクレーション施設として利用されており、その利用者と自転車の接触事故が多いことから、笹目橋より下流側を管轄する荒川下流河川事務所は、安全上、2010年4月1日から運用されている「荒川下流河川敷利用ルール」において「自転車はいつでも止まれるスピードで走行すること（目安として時速20km以下）」と定めている。また、2013年11月からの運用を目指す「荒川下流河川敷利用ルールの改定案」では、注意喚起の度合いが穏やかな「マナー」として「自転車は徐行し、歩行者を優先しましょう。」としている。

## 区間解説

### 河口付近

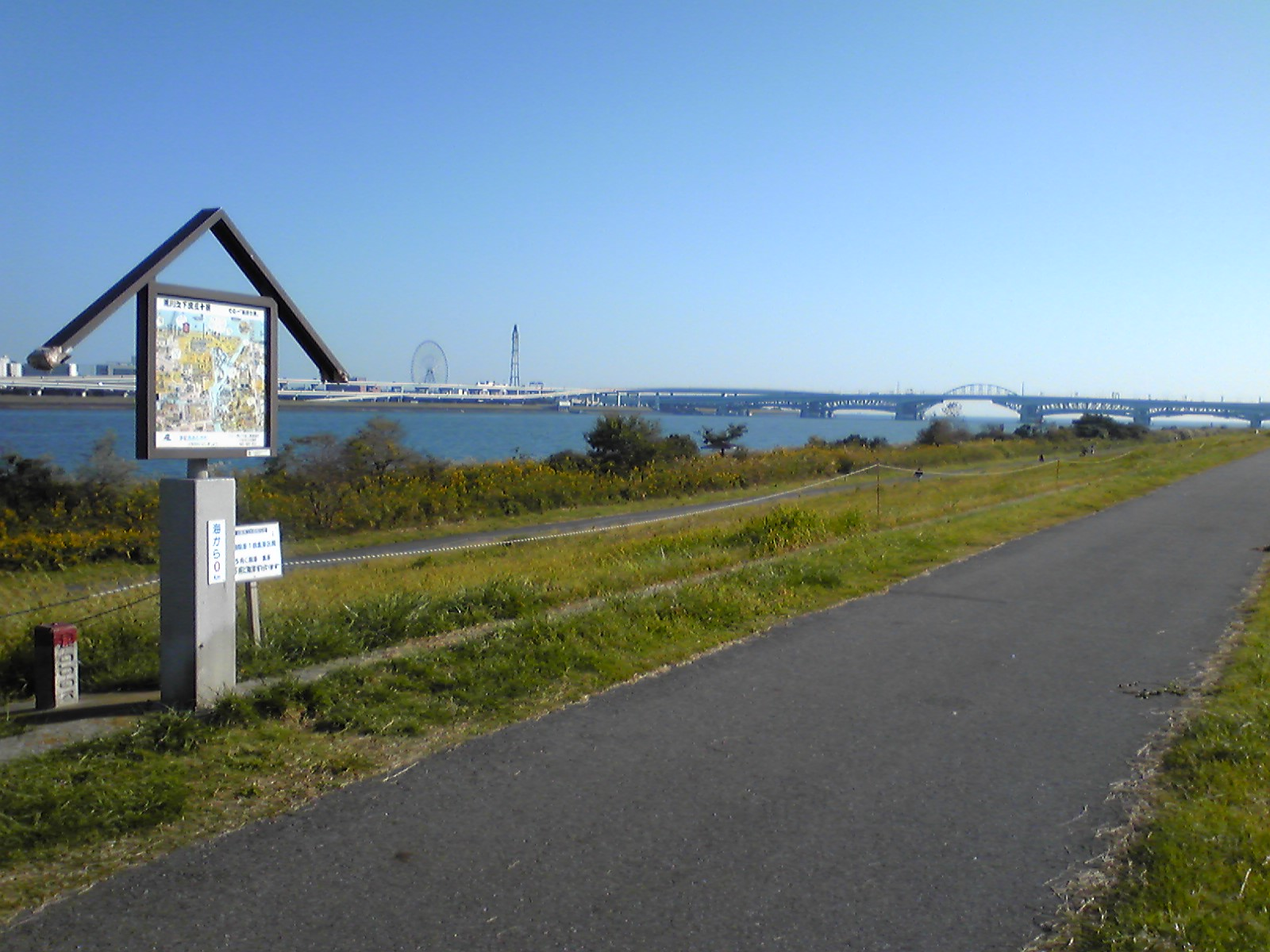
河口0.0kmの標識。さらに下流を望む。

右岸は主に、海まで0.0kmのキロポストからさらに下流に下った新砂リバーステーション（船着場）が緊急用河川敷道路の起点とされる。
明治通りを迂回してさらに下流の新木場や若洲海浜公園にも自転車道がある。一方、左岸は中川との合流点の0.0kmのキロポストで行き止まりだが、より東側の中川左岸堤防沿いは荒川サイクリングロードの起点とされる葛西臨海公園へ続く、健康の道（自転車歩行者道）に至る。

### 荒川下流河川事務所管理区間（下流域）
荒川ロックゲートを過ぎた辺りまで草地や荒れ地が続くが、小松川大橋付近から野球場やサッカーコートが続く。
堤防上と下に幅員が広い舗装道が続くが、歩行者だけでなく運動場の利用者や家族連れが多い。一部に社会実験のため自転車走行帯を制限したエリアが設けられている。
岩淵水門で隅田川を渡り再び堤防下の河川敷へ降りる。また、左岸側は都市農業公園付近で芝川自転車道を分岐する。この付近の荒川は堤防を挟んだ南側に新河岸川が平行して流れている。
笹目橋までが荒川下流河川事務所の管理区間であるが、広い河川管理道路はこの先、羽根倉橋まで続いている。

### 荒川上流河川事務所管理区間（中流域）
羽根倉橋からは「さいたま武蔵丘陵森林公園自転車道」の主要部として左岸側に整備されている。
上江橋で荒川の左岸から離れて入間川と荒川の間の背割堤に入り、開平橋まで天端を通る。
なお、上江橋から先、左岸側にも歩行者自転車道（県央ふれあいんぐロード等）が設けられているが、生活道路を整備した部分が多く直線性に欠ける。
入間川に架かる入間大橋で入間川自転車道を分岐し、自転車道は荒川右岸側の堤防下へ降りる。しばらく荒川の河道から隔たったまま右岸側の堤防沿いを通り、支流（市野川）の堤防への分岐を経て進む。
市野川に架かる松永橋（冠水橋）で比企自転車道を分岐し、その後大芦橋で「さいたま武蔵丘陵森林公園自転車道」は埼玉県道66号行田東松山線に沿って西に向かい、武蔵丘陵森林公園へ向かうが、そのまま右岸堤防上を進んで玉作水門で和田吉野川を渡り、久下橋付近までは舗装道が続いている。
一方、左岸は途中熊谷桜堤を経て、荒川サイクリングロードの終点とされる熊谷大橋を超えた先、熊谷市の奈良堰付近まで堤防沿いに道が続いている。熊谷市街地付近が河川管理道路である他は自動車の通行があり、自転車道ではない。